# 民族团结乡
民族团结乡，是中华人民共和国内蒙古自治区乌兰察布市兴和县下辖的一个乡镇级行政单位。需要指出的是，尽管名称包括了“民族”二字，但根据民政部登记数据，民族团结乡不属于《民族区域自治法》规定的民族乡建制。

## 行政区划
民族团结乡下辖以下地区：
黄土村、友谊村、十四苏木村、西壕欠村、大五号村、西三号村、二号村、兴胜村、夭子沟村、二十七号村、官六号村、十六号村、台基庙村、乔龙沟村、大海旺村、张家村、八报梁村、打拉基庙村、四十号村、东七号村、八号村和十二号村。